# 57 (număr)
57 (cincizeci și șapte, pronunțat în tempo rapid și cinzeci și șapte) este numărul natural care urmează după 56 și precede pe 58.

## În matematică
Cincizeci și șapte este al șaisprezecelea semiprim discret și al șaselea din familia (3.q). Cu 58 formează a patra pereche bi-primă discretă. 57 are o sumă alicotă de 23 = 1 + 3 + 19. Deși 57 nu este număr prim, este cunoscut în glumă drept număr „prim Grothendieck” după o poveste în care matematicianul Alexander Grothendieck l-ar fi dat ca exemplu de număr prim. Această poveste este repetată în partea a doua a unui articol biografic despre Grothendieck în Notificări ale Societății Americane de Matematică (Notices of the American Mathematical Society).
Ca număr semiprim, 57 este număr întreg Blum (numere semiprime n, cu proprietatea că n = p*q, unde p și q sunt prime de forma 4*k + 3 deoarece cei doi factori primi ai săi sunt ambii numere prime Gaussian.
57 este un număr 20-gonal.
Este un număr Leyland deoarece 25 + 52 = 57.
57 este un număr repdigit în baza 7 (111).
Există 57 de vârfuri și 57 de fețe hemi-dodecaedrice la un pentacontakaiheptachoron, un politop regulat abstract în 4 dimensiuni. Algebra Lie E7 1/2 are o algebră Heisenberg cu 57 de dimensiuni - nilradică, iar cel mai mic spațiu omogen posibil pentru E8 este, de asemenea, 57-dimensional.

## În știință
- Este numărul atomic al lantanului.

### Astronomie
- NGC 57,  o galaxie eliptică din constelația Peștii.
- Messier 57 sau Nebuloasa Inel.
- 57 Mnemosyne este o planetă minoră.

## În religie
- Psalmul 57

## Alte domenii
- Este codul de țară UIC al Azerbaidjanului.[12]

Literatură
În „Omul care voia să fie rege” de Rudyard Kipling, personajul Peachy afirmă: „Această afacere este 57” după ce el și Daniel sunt descoperiți că sunt oameni, nu zei. Aceasta face aluzie la Răscoala șipailor sau Rebeliunea indiană din 1857, primul război de independență al Indiei împotriva conducerii britanice.
Film
- Pasagerul 57, un film din 1992 cu Wesley Snipes.
- În filmul Contagion, vaccinul # 57 protejează cu succes maimuța din laborator de infecții.
- Terminalul, (2004) cu Tom Hanks în rolul principal. Există 57 de membri ai formației de jazz în fotografia pe care Viktor Navorski (Tom Hanks) o poartă cu el.

Televiziune
- Studio 57, o serie dramatică de antologie din 1954, cu Brian Keith și Carolyn Jones.
- Exit 57, o emisiune de pe Comedy Central din 1995-96 cu Stephen Colbert, Paul Dinello, Jodi Lennon, Mitch Rouse și Amy Sedaris.
- Agentul 57 este numele unui maestru al deghizării din serialul de televiziune Danger Mouse.